# سارا جي. ماس
سارا جي. ماس (بالإنجليزية: Sarah J. Maas)‏ (5 مارس 1986، نيويورك في الولايات المتحدة)؛ كاتِبة مُتخصِّصة في أدب الأطفال وروائية أمريكية. درست في كلية هاميلتون.

## روابط خارجية
- سارا جي. ماس على موقع IMDb (الإنجليزية)
- سارا جي. ماس على موقع ميوزك برينز (الإنجليزية)
- سارا جي. ماس على موقع قاعدة بيانات الفيلم (الإنجليزية)